# 库伦特体
库伦特体（Kurrent）是一种以中世纪末期手写体为基础演化而成的德语书写字体，也叫“草书手写体”（Kurrentschrift）或“德意志手写体”（deutsche Schrift），或者“德国草书”（German cursive）。在该字体于20世纪上半叶被废止之前，有很多库伦特体字母都有不止一种写法。
聚特林體（Sütterlin）是以库伦特体为基础创造出来的现代手写体，其特点是字母写法简化以及垂直笔画。聚特林体于1911年出現，自1915年起成为所有德国学校教授的最主要手写字体，此情况一直持续至1941年1月。之后，聚特林体被“德意志普通手写体”（deutsche Normalschrift）所取代。

## 字母表
1865 年左右的Kurrentschrift字母表。（倒數第二行顯示元音變化符號字母，最後一行則顯示連字）